# Сан Джиминяно
.
Са̀н Джиминя̀но (на италиански: San Gimignano) е град и община в централна Италия, провинция Сиена, регион Тоскана. Разположен е на 324 m надморска височина. Населението на града е 7114 души (към 2001 г.).
Градът е много известен заради своя добре запазен исторически център, с тесни улички и крепостни стени, събрали на сравнително ограничено място дворци, площади и по-скромни къщи. Отдалеч се забелязват характерните средновековни високи кули, които придават уникален вид на изгледа му. Сан Джиминяно е бил пункт за отсядане на поклонниците, пътуващи към и от Рим. Първоначално е бил под управлението на епископите на Волтера, но през 1199 г. става независим град, известен с името San Gimignano delle Belle Torri. Периодът на просперитет трае до 1353 г. когато попада под властта на Флоренция. Крепостната стена датира от 1262 г. и има дължина 2177 m, като на по-късен етап е подсилена с пет цилиндрични кули.
През Средновековието градът е контролиран от два знатни рода – Ардингели (Ardinghelli), симпатизанти на гвелфите, и Салвучи (Salvucci) – на гибелините. Като символ на тяхното богатство и мощ са построени 72 кули-къщи, от тях са оцелели 14. Те са притегателен център за туристите. Градът е известен и заради винарското си производство.
Историческият център на града е един от обектите в Списъка на световното културно и природно наследство на ЮНЕСКО за Италия.

## Забележителности
- Коледжата ди Санта Мария Асунта е католическа малка базилика, намираща се на главния площад в сърцето на града. Църквата е известна със своите стенописи, изпълнени от Доменико Гирландайо, Беноцо Гоцоли, Тадео ди Бартоло, Липо Меми и Бартоло ди Фреди.